# سنط حاد
سَنْط حادّ (الاسم العلمي: Acacia abrupta)، شجيرة من فصيلة البقولية. تستوطن الأجزاء القاحلة من وسط وغرب أستراليا.